# Когерентность (физика)
Когерентность (от лат. cohaerens — «находящийся в связи») — в физике скоррелированность (согласованность) нескольких колебательных или волновых процессов во времени, проявляющаяся при их сложении. Колебания когерентны, если разность их фаз постоянна во времени, и при сложении колебаний получается колебание той же частоты.
Классический пример двух когерентных колебаний — это два синусоидальных колебания одинаковой частоты.
Когерентность волны означает, что в различных пространственных точках волны колебания происходят синхронно, то есть разность фаз между двумя точками не зависит от времени. Отсутствие когерентности, следовательно — ситуация, когда разность фаз между двумя точками не постоянна, а меняется со временем. Такая ситуация может иметь место, если волна была сгенерирована не единым излучателем, а совокупностью одинаковых, но независимых (то есть нескоррелированных) излучателей.
Изучение когерентности световых волн приводит к понятиям временно́й и пространственной когерентности. При распространении электромагнитных волн в волноводах могут иметь место фазовые сингулярности. В случае волн на воде когерентность волны определяет так называемая вторая периодичность.
Без когерентности невозможно наблюдать такое явление, как интерференция.
Радиус когерентности — расстояние, при смещении на которое вдоль псевдо-волновой поверхности, случайное изменение фазы достигает значения порядка π.
Процесс декогеренции — нарушение когерентности, вызываемое взаимодействием частиц с окружающей средой.

## Временная когерентность
Понятие временно́й когерентности можно связать с контрастом интерференционной картины, наблюдаемой в результате интерференции двух волн, исходящих из одной и той же точки поперечного сечения пучка (полученных методом деления амплитуд).
Временна́я когерентность волны характеризует сохранение взаимной когерентности при временном отставании одного из таких лучей по отношению к другому.
При этом мерой временной когерентности служит время когерентности — максимально возможное время отставания одного луча по отношению к другому, при котором их взаимная когерентность ещё сохраняется. Временная когерентность определяется степенью монохроматичности.
Временной аспект когерентности имеет исключительно важное значение при рассмотрении явлений взаимодействия электромагнитных волн ввиду того, что в строгом смысле на практике монохроматических волн и волн с абсолютно одинаковыми частотами не существует из-за статистического характера излучения электромагнитных волн. Монохроматические волны представляют собой бесконечный по продолжительности и локализации пространственно-временной процесс, что очевидно невозможно с точки зрения предположений о конечности энергии источников электромагнитных волн, а ввиду конечного времени излучения, его спектр также имеет ненулевую ширину.
Если разность фаз двух колебаний изменяется очень медленно, то говорят, что колебания остаются когерентными в течение некоторого времени {\displaystyle \tau _{coh}}. Это время {\displaystyle \tau _{coh}} называют временем когерентности.
Можно сравнить фазы одного и того же колебания в разные моменты времени {\displaystyle t_{1}} и {\displaystyle t_{2}}, разделённые интервалом {\displaystyle \tau _{coh}}. Если негармоничность колебания проявляется в беспорядочном, случайном изменении во времени его фазы, то при достаточно большом {\displaystyle \tau _{coh}} изменение фазы колебания может отклониться от гармонического закона. Это означает, что через время когерентности {\displaystyle \tau _{coh}} гармоническое колебание «забывает» свою первоначальную фазу и становится некогерентным «само себе».
Для описания подобных процессов (а также процессов излучения конечной длительности) вводят понятие цуг волн — «отрезок» монохроматической волны, конечной длины. Длительность цуга {\displaystyle \tau _{coh}} и будет временем когерентности, а длина {\displaystyle l_{coh}=c\tau _{coh}} — длиной когерентности ({\displaystyle c} — скорость распространения волны). По истечении одного гармонического цуга он как бы заменяется другим с той же частотой, но другой фазой.
На практике монохроматические волны представляются в виде цугов конечной длительности по времени, представляющих собой гармонические во времени функции, ограниченные во времени и пространстве.

### Эксперимент с интерферометром Майкельсона
Проиллюстрируем понятие временной когеретности на примере эксперимента с интерферометром Майкельсона. Предположим, что источник S испускает квазимонохроматический свет, то есть ширина полосы частот {\displaystyle \Delta \nu } мала по сравнению со средней частотой. Предположим, что путь при отражении от зеркала {\displaystyle M_{2}} на расстояние 2d длиннее, чем при отражении от зеркала {\displaystyle M_{1}}. Тогда разность хода {\displaystyle 2d=\Delta l=c\Delta t}.
Интерференционные полосы будут возникать в том случае, когда выполнено условие
{\displaystyle \Delta t\Delta \nu \leq 1}.
Время {\displaystyle \Delta t} называется временем когерентности, а разность хода {\displaystyle \Delta l=c\Delta t\sim {\frac {c}{\Delta \nu }}} — продольной длиной когерентности.
Так как {\displaystyle \Delta \nu \sim {\frac {c\Delta \lambda }{{\overline {\lambda }}^{2}}}}, где {\displaystyle {\overline {\lambda }}} — средняя длина волны, то можно написать
{\displaystyle \Delta l={\frac {\overline {\lambda }}{\Delta \lambda }}{\overline {\lambda }}}.
Каждая частотная компонента создает в пространстве свое распределение интенсивности, и распределения, созданные разными частотами, будут иметь разные условия максимумов и минимумов. В какой-то момент максимумы одних частот начинают накладываться на минимумы для других, и интерференционная картина смазывается.
Например, доплеровское уширение спектральной линии составляет порядка {\displaystyle 10^{-1}-10^{-2}\mathrm {\AA} }, тогда длина когеретности будет порядка нескольких миллиметров.
Получим условие {\displaystyle \Delta t\Delta \nu \leq 1} на примере прямоугольного спектра. В интерферометре Майкельсона интенсивность на экране выражается формулой
{\displaystyle I=2I_{0}+2I_{0}\cos(2kd\cos(\alpha ))=2I_{0}+2I_{0}\cos \left({\frac {2\pi \nu }{c}}2d\cos(\alpha )\right)}
здесь {\displaystyle \alpha =r/L}, где r — радиус кольца (радиус точки на экране), а L — расстояние до зеркала, 2d- разность пути двух интерферирующих лучей.
Пусть частота принимает значения от {\displaystyle \nu -\Delta \nu /2} до {\displaystyle \nu +\Delta \nu /2} и спектр прямоугольный.
Сложим интенсивности от всех входящих частотных компонент
{\displaystyle I_{int}=2I_{0}+2I_{0}{\frac {1}{\Delta \nu }}\int _{\nu -\Delta \nu /2}^{\nu +\Delta \nu /2}\cos \left({\frac {2\pi y}{c}}2d\cos(\alpha )\right)dy=2I_{0}+2I_{0}{\frac {1}{\Delta \nu }}{\frac {\sin \left({\frac {2\pi (\nu +\Delta \nu /2)}{c}}2d\cos(\alpha )\right)-\sin \left({\frac {2\pi (\nu -\Delta \nu /2)}{c}}2d\cos(\alpha )\right)}{{\frac {2\pi }{c}}2d\cos(\alpha )}}=}
{\displaystyle =2I_{0}+2I_{0}{\frac {\sin \left({\frac {\pi (\Delta \nu )}{c}}2d\cos(\alpha )\right)}{{\frac {\pi \Delta \nu }{c}}2d\cos(\alpha )}}\cos \left(2kd\cos(\alpha )\right)}
отсюда видно, что график интенсивности теперь содержит огибающую {\displaystyle \sin(x)/x}, и видность колец значительно ослабевает при {\displaystyle x\approx 2\pi }.
тогда
{\displaystyle {\frac {\pi \Delta \nu }{c}}2d\cos(\alpha )\approx 2\pi }
поскольку {\displaystyle \cos(\alpha )\approx 1}, приходим к условию {\displaystyle {\frac {2d}{c}}\Delta \nu =\Delta t\Delta \nu \approx 1} для наблюдения интерференции.

## Пространственная когерентность
Пространственная когерентность — когерентность колебаний, которые совершаются в один и тот же момент времени в разных точках плоскости, перпендикулярной направлению распространения волны.
Понятие пространственной когерентности введено для объяснения явления интерференции (на экране) от двух разных источников (от двух точек удлиненного источника, от двух точек круглого источника и т. п.).
Так, при определённом расстоянии от источников разность оптического хода будет такой, что фазы двух волн будут отличаться. В результате этого приходящие волны от различных частей источника в центр экрана будут уменьшать значение мощности по сравнению с максимальным, которое имело бы место, если бы все волны имели одинаковую фазу. На расстоянии, где разность оптического хода приведёт к тому, что фазы двух волн будут различаться ровно на π, сумма двух волн будет минимальна.

### Пространственная когерентность на примере опыта Юнга
Рассмотрим эксперимент типа опыта Юнга, предполагая, что источник света протяженный (в одномерном случае длины {\displaystyle \Delta l}) и квазимонохроматический, при этом каждая точка источника излучает независимо от соседней (все точки некогерентны между собой).
Возникновение полос от такого источника при интерференции на двух щелях будет проявлением пространственной когерентности.
Установлено, что полосы будут наблюдаться если выполнено условие
{\displaystyle \Delta l\Delta \theta \leq \lambda }
где {\displaystyle \Delta \theta \approx {\frac {d}{H}}} — угол под которым видны две щели из источника.
В случае двумерного квадратного источника со стороной {\displaystyle \Delta l} отверстия должны быть расположены на экране в пределах области с площадью
{\displaystyle \Delta A\approx (H\Delta \theta )^{2}\approx {\frac {H^{2}\lambda ^{2}}{\Delta l^{2}}}}
Эта область называется площадью когерентности в плоскости экрана, а корень из неё иногда называют поперечной длиной когерентности или радиусом когерентности.
Можно показать, что условие действительно выполнено, сложив интенсивность интерференционных картин, получающихся при интерференции от каждой точки протяженного источника по отдельности.
При этом разность путей {\displaystyle \Delta s_{tot}} при прохождении света от точки источника до каждой из щелей вычисляется так же, как и в опыте Юнга {\displaystyle \Delta s_{tot}={\frac {xd}{L}}+{\frac {y\cdot d}{H}}}, где y — координата точки на источнике.
{\displaystyle I=2I_{0}+2I_{0}\cos \left(k{\frac {xd}{L}}+k{\frac {yd}{H}}\right)}

{\displaystyle I_{int}=2I_{0}+2I_{0}{\frac {1}{\Delta l}}\int _{-\Delta l/2}^{\Delta l/2}\cos \left(k{\frac {xd}{L}}+k{\frac {yd}{H}}\right)dy=2I_{0}+2I_{0}{\frac {\sin \left(k{\frac {\Delta l\cdot d}{2H}}\right)}{k{\frac {\Delta l\cdot d}{2H}}}}\cos \left(k{\frac {xd}{L}}\right)}

В этом случае интенсивность на экране имеет вид косинуса, но амплитуда его уменьшается по закону sinc в зависимости от протяженности источника.
Видность существенно падает, когда {\displaystyle k{\frac {\Delta l\cdot d}{2H}}=k{\frac {\Delta l\Delta \theta }{2}}\approx 2\pi }, что соответствует условию {\displaystyle \Delta l\Delta \theta \leq \lambda }.
Радиус и площадь когерентности также можно выразить через угол, под которым видно источник из точки на экране. {\displaystyle \Delta A={\frac {H^{2}\lambda ^{2}}{\Delta l^{2}}}={\frac {\lambda ^{2}}{\Omega }}}, где {\displaystyle \Omega } — телесный угол, под которым видно протяженный в двух направлениях источник, и, аналогично, {\displaystyle r_{coh}={\frac {\lambda }{\varphi }}}.